# Marie Désiré Pierre Bataille
Pour les articles homonymes, voir Bataille (homonymie).
Marie Désiré Pierre Amédée Victor Bataille, né à Floressas (Lot) le 26 novembre 1862 et mort pour la France le 8 septembre 1914 au col du Bonhomme, est l'un des 42 généraux français morts au combat durant la Première Guerre mondiale. Sa carrière se passe essentiellement dans les colonies, notamment au Tonkin.

## Biographie
Marie Désiré Pierre Amédée Victor Bataille est le fils de Louis Bataille, notaire à Frayssinet-le-Gélat, et de Mélanie Latheze. Il naît le 26 novembre 1862 à Floressas (Lot).  
Élève à Saint-Cyr de 1880 à 1882 dans la promotion des Kroumirs, il en sort sous-lieutenant dans l'infanterie de marine le 1er octobre 1882.   

### Le Tonkin
Nommé lieutenant le 20 octobre 1884, il sert au Tonkin, comme officier de tirailleurs tonkinois. Le 6 octobre 1884, il est grièvement blessé au combat de Lam (Campagne  de Kep). Il est nommé chevalier de la Légion d'honneur le 28 décembre 1884. Il est promu capitaine le 3 novembre 1887. Le 18 septembre 1896, il est nommé chef de bataillon, puis lieutenant-colonel le 11 décembre 1899. Nommé officier d'ordonnance du Président de la République, il est promu officier de la Légion d'honneur le 30 décembre 1900. 

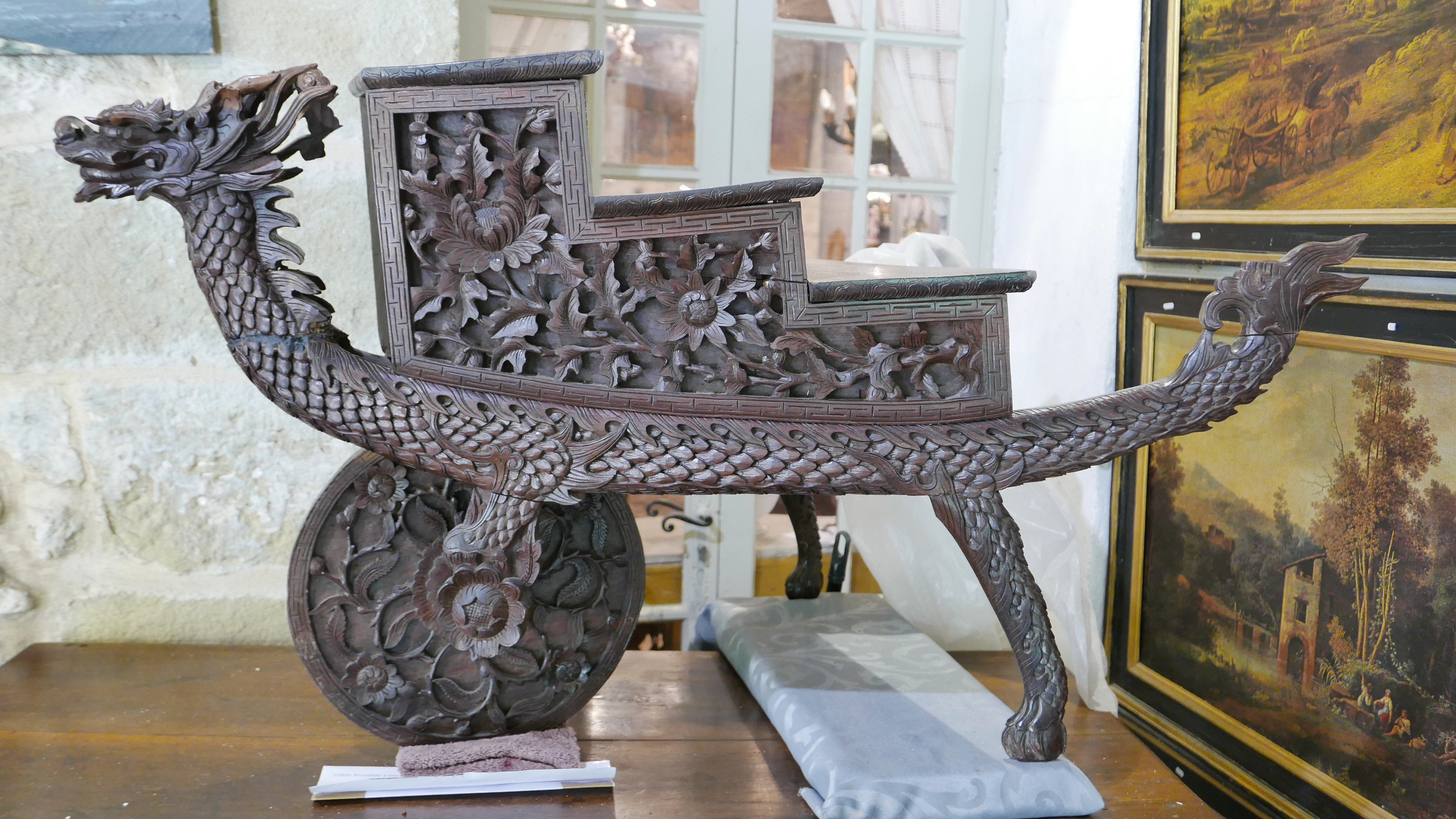
Brouette tonkinoise ramenée par le général Bataille

Colonel le 1er octobre 1902 il devient chef d'État-Major des troupes en Indochine.
Promu général de brigade le 21 décembre 1909, il commande la 81e brigade d'infanterie à Remiremont  (Vosges) de 1912 au 3 septembre 1914.

### Première guerre mondiale
La 81e brigade est engagée à partir du 7 août dans la bataille d'Alsace et les combats dans la région de Mulhouse. Elle doit se replier à l’est de Rougemont-le-Château mais reprend l’offensive vers Mulhouse au combat de Dornach du 14 au 24 août. Un nouveau repli est opéré le 24 vers la région de Munster puis vers celle de Gérardmer avant que le général ne reprenne l’offensive en septembre vers Anould et attaque les hauteurs au nord d'Anould et de Fraize. Le 3 septembre 1914, Marie Désiré Bataille prend le commandement de la 41e division d'infanterie, unité mère de la 81e brigade. De violents combats se déroulent au col de Mandray où  les Allemands ont incendié l'église et le col des Journaux.
Il n'assiste pas à la fin de l’opération et à l’enlèvement des cols car il est tué à l’ennemi d'un éclat d'obus le 8 septembre 1914 au col du Bonhomme qui permet le passage de la vallée de la Meurthe à la vallée de la Weiss. Une stèle y commémore ce fait d'arme.
Marie Désiré Bataille est un des premiers généraux tués au front durant ce conflit. Les généraux Léon Raffenel et Charles Rondony meurent le 22 août, Paul-Émile Diou le 23, Achille Deffontaine le 26, Louis Victor Plessier le 27, Charles Roques le 6 septembre et Jules Battesti le 25 septembre. Marie Désiré Bataille est remplacé à son poste par le général Édouard Bolgert.
Initialement inhumé le 12 septembre 1914 au cimetière de Remiremont, Marie Désiré Bataille reçoit une sépulture définitive dans son village natal de Floressas le 26 octobre 1921.

## Distinctions
Ses nombreuses décorations ont été offertes par sa famille au Musée de l'Armée des Invalides en 1920.

### Décorations françaises
- : Élevé le 11 septembre 1914 à la dignité de grand officier de la Légion d'honneur à titre posthume[réf. nécessaire]. 
  - Commandeur le 10 juillet 1913
  - Officier le 20 décembre 1900
  - Chevalier le 28 octobre 1884
- : Croix de guerre 1914-1918, palme de bronze (une citation à l'ordre de l'armée).
- : Officier des Palmes académiques
- : Officier du Mérite agricole
- : Médaille du Tonkin
- : Médaille coloniale avec agrafe « Tonkin »
- : Médaille de Chine (1901)
- : officier de l'ordre du Nichan el Anouar (1901)

### Décorations étrangères
- : ordre du Muniseraphon du Cambodge
- : officier de l'ordre royal du Cambodge
- : commandeur de l'ordre du Nicham Iftikhar de Tunisie
- : officier de  l'ordre du Dragon d'Annam
- : chevalier de l'ordre d'Alexandre de Bulgarie
- : grand'croix de l'ordre de l'épée de Suède
- : officier de l'ordre du Lion et du Soleil de Perse
- : grand'croix de l'ordre de Saint-Stanislas de Russie
- : chevalier de Sainte-Anne de Russie
- : chevalier de l'ordre de l'Éléphant blanc du Siam
- plus un certain nombre d'autres décorations étrangères

### Citation à l'ordre de l'armée
« Apprenant que nos positions étaient violemment bombardées par l'artillerie de gros calibre de l'ennemi, il considéra comme le plus sacré de ses devoirs de se rendre compte de la situation et encourager les défenseurs par sa présence, s'il était nécessaire. C'est au moment où, au milieu des chasseurs des 28e et 30e bataillons, il donnait ses instructions avec le sang froid et le mépris du danger qui lui étaient habituels, qu'il fut mortellement frappé par les éclats d'un projectile. Il a aussi donné jusqu'à sa dernière heure l'exemple de sa bravoure et des plus belles qualités militaires. »

— Général Dubail, 9 septembre 1914.

## Postérité
Son nom est inscrit au monument des Généraux morts au Champ d'Honneur 1914-1918 de l'église Saint-Louis à l'Hôtel des Invalides de Paris.